# USS Lionfish (SS-298)
USS Lionfish (SS/AGSS-298), là một tàu ngầm lớp Balao của Hải quân Hoa Kỳ và là con tàu đầu tiên của Hải quân Hoa Kỳ được đặt tên theo loài cá sư tử, một loài cá thuộc họ cá mù làn sống ở Thái Bình Dương và vùng biển Caribe. Con tàu đã thực hiện tổng cộng hai chuyến tuần tra trong Chiến tranh Thế giới thứ hai và được tặng thưởng một Ngôi sao Chiến trận. Lionfish tiếp tục phục vụ trong Hải quân Hoa Kỳ trong một thời gian ngắn sau chiến tranh tới khi được xóa đăng bạ vào năm 1971. Con tàu sau đó được đưa về Massachusetts làm tàu bảo tàng vào năm 1972. Năm 1986, Lionfish được công nhận là một Di tích Lịch sử Quốc gia và hiện đang neo đậu tại Battleship Cove ở Fall River, Massachusetts.

## Thiết kế và chế tạo
Lớp Balao được người Mỹ có nhiều điểm tương đồng thiết kế của lớp Gato trước đó. Cải tiến nổi bật nhất của lớp Balao là người Mỹ sử dụng thép cường độ cao HTS, có độ dày và độ đàn hồi cao hơn hẳn so với loại thép được dùng làm vỏ tàu của các tàu ngầm lớp Gato, để làm vỏ tàu của các tàu ngầm lớp Balao. Chính nhờ điều này mà các tàu ngầm lớp Balao có thể lặn xuống độ sâu tối đa khoảng 200 mét, sâu hơn khoảng 30 mét so với độ sâu tối đa mà những tàu ngầm lớp Gato có thể lặn xuống, nhưng được hạ xuống còn 120 mét để đảm bảo sự an toàn của thủy thủ đoàn.
Hình dáng bên ngoài của lớp Balao cũng được thay đổi đáng kể. Hệ thống đảo thượng tầng và cột kính tiềm vọng đã được tối giản để giảm khả năng tàu bị phát hiện khi nổi trên mặt nước. Toàn bộ mái che đã được tháo bỏ khỏi đảo thượng tầng của các tàu ngầm lớp Balao để giảm độ nặng của tàu, và có thể lắp đặt thêm các khẩu pháo phòng không và mở rộng hệ thống radar và ăng ten phụ.
Lionfish có chiều dài tổng thể là 95 mét, và có mức choán nước là 1.526 tấn Anh (1.550 tấn) khi nổi và 2.414 tấn Anh (2.453 tấn) khi lặn. Con tàu sử dụng bốn động cơ diesel chín xi lanh có piston đối đỉnh Fairbanks-Morse 38D8-1⁄8, kết hợp với bốn động cơ điện Ellitott, và hai ắc quy Sargo 126 cell. Hệ thống kết hợp này có ưu điểm lớn là các động cơ có thể tự hoạt động một cách độc lập với nhau trong bất kỳ tình huống nào, bao gồm trường hợp dùng chúng làm động cơ dẫn động máy phát điện và động cơ dẫn động trục chân vịt. Động cơ đầy của tàu có thể tạo ra mức công suất tối đa là 5.400 shp khi nổi, 2.740 shp khi lặn, đồng thời giúp con tàu đạt được tốc độ di chuyển tối đa là 20,25 knot khi nổi và 8,75 knot khi lặn. Lionfish có tầm hoạt động là 11.000 hải lý khi nổi ở vận tốc 10 knot/giờ và có thể tác chiến tuần tra liên tục trong vòng 75 ngày.
Lionfish được lắp đặt 10 ống phóng ngư lôi 21-inch (sáu ống ở mũi tàu và bốn ống ở đuôi tàu) và mang tổng cộng 24 quả ngư lôi Mark 14 (sau đó được thay thế bởi ngư lôi điện Mark 18). Con tàu được lắp đặt hệ thống điện tử TDC (Torpedo Data Computer), có thể xử lý dữ liệu thu được từ kính tiềm vọng hoặc sonar của tàu và cho ra những thông số chính xác về khoảng cách tới các mục tiêu, góc bắn và tốc độ di chuyển của tàu đối phương. Lionfish ban đầu được trang bị một khẩu hải pháo 5-inch/25-caliber Mark 17, một khẩu pháo Bofors 40 mm và hai khẩu súng máy hạng nặng M3 Browning không cố định (khi cần sẽ mang lên boong tàu sử dụng). Con tàu có thể mang được tối đa 40,88 tấn đạn dược các loại. Cảm biến điện tử của tàu bao gồm hệ thống Sonar QC, radar dò tìm mặt biển SJ, radar cảnh giới bầu trời SD, và kính tiềm vọng của tàu được tích hợp radar đo khoảng cách ST.
Lionfish được đặt lườn tại Công ty Đóng tàu Cramp ở Philadelphia vào ngày 15 tháng 12 năm 1942. Con tàu được hạ thủy vào ngày 7 tháng 11 năm 1943 và được đỡ đầu bởi Bà Harold C. Train. Lionfish sau đó được đưa đến Xưởng Hải quân Portsmouth ở Kittery, Maine để lắp đặt trang thiết bị, trước khi chính thức nhập biên chế vào ngày 1 tháng 11 năm 1944, dưới sự chỉ huy của Thiếu tá Edward D. Spruance, con trai của Đô đốc Raymond A. Spruance và đã có kinh nghiệm phục vụ trên tàu ngầm USS Tambor.

## Lịch sử hoạt động
Sau khi hoàn tất việc lắp đặt vũ khí, trang thiết bị, Lionfish bắt đầu trải qua một loạt bài tập huấn luyện về quy trình vận hành tàu ngầm khi lặn/nổi, cách tấn công, ẩn mình và kiểm soát thiệt hại, cũng như các đợt nâng cấp nhỏ lẻ khác. Lionfish rời Portsmouth vào giữa tháng 12 năm 1944 và dừng chân ở Newport trong một thời gian ngắn để tiến hành thực hiện các bài tập về các sử dụng ngư lôi, trước di chuyển đến New London vào ngày 8 tháng 1 năm 1945.  Lionfish sau đó di chuyển về Key West vào ngày 15 tháng 1 năm 1945 và cập bên Port Everglades, Florida vào ngày 16 tháng 1 năm 1945 để hoàn tất những đợt chuẩn bị cuối cùng trước khi ra trận. Lionfish khởi hành ngày 27 tháng 1 năm 1945 về Kênh đào Panama và tiến đến Hawaii. Con tàu cập bến Trân Châu Cảng vào ngày 25 tháng 2 năm 1945 và được biên chế vào Hải đội 241, Hải đoàn Tàu ngầm 24.

### Chiến tranh Thế giới thứ hai
Sau khi hoàn thành các buổi huấn luyện tăng cường, Lionfish rời Trân Châu Cảng và bắt đầu chuyến tuần tra đầu tiên vào ngày 19 tháng 3, với nhiệm vụ đầu tiên là tiến về Saipan cùng với tàu ngầm USS Trutta và USS Parche. Sau khi hoàn thành việc sửa chữa ở Saipan, Lionfish tiếp tục ra khơi vào ngày 2 tháng 4 năm 1945 và thực hiện nhiệm vụ tuần tra ở khu vực phía nam Eo biển Bungo, gần Kyushu và Shikoku của Nhật Bản.  Ngày 13 tháng 4, con tàu chuyển hướng tuần tra ở Biển Hoàng Hải, gần khu vực Đảo Jeju.  Vào ngày 1 tháng 5 năm 1945, Lionfish báo cáo bắn chìm con thuyền buồm nặng 100 tấn ở tọa độ 33°50' Bắc, 124°00' Đông khi đang trên đường di chuyển xuống phía nam Hoàng Hải.  Năm ngày sau, Lionfish rời khu vực tuần tra và tiến về điểm tập kết để tiếp nhận các thành viên phi hành đoàn B-29 được cứu sống bởi tàu ngầm USS Ray. Sau khi đưa các thành viên phi đoàn về Saipan, Lionfish quay trở về Midway vào ngày 15 tháng 5 năm 1945 và kết thúc chuyến tuần tra đầu tiên.
Ngày 20 tháng 6 năm 1945, Lionfish bắt đầu chuyến tuần tra thứ hai dưới quyền chỉ huy của thuyền trưởng mới, Trung tá Bricker M. Ganyard.  Sau khi hoàn thành việc vận chuyển một nhóm công binh về Guam, ngày 28 tháng 6, Lionfish tiến vào tuần tra ở Eo biển Bungo. Đến ngày 4 tháng 7, con tàu được giao nhiệm vụ cảnh giới bầu trời để giải cứu các phi công Đồng Minh bị bắn rơi ở vùng biển Nhật Bản.  Lúc 04:37 ngày 10 tháng 7, gần khu vực Mũi Ashizuri, radar của Lionfish phát hiện ra một tàu ngầm lớp I của Nhật Bản đang di chuyển ở phía sau Lionfish, cách Lionfish khoảng 960 mét. Lionfish phóng năm quả ngư lôi Mark 18 vào lúc 04:43 và thủy thủ đoàn của tàu báo cáo đã nghe thấy hai tiếng nổ lớn lúc 04:44-04:45, cùng với tiếng tàu bị gãy đôi. Nhưng khi quan sát qua kính tiềm vọng, họ chỉ thấy một cột khói bốc lên ở tọa độ 32°45′ Bắc 131°46′ Đông, nơi họ nghe thấy tiếng nổ, và không có dấu hiệu của bất kỳ chiếc tàu ngầm nào bị đánh chìm.  Thực tế, I-162, chiếc tàu ngầm Nhật được Lionfish báo cáo bắn chìm ngày hôm đó, đã cập bến Kure bình an vô sự vào buổi sáng cùng ngày. Con tàu báo cáo tiếp tục bắn chìm tàu ngầm lớp I-168 vào sáng ngày 11 tháng 7 và ngày 16 tháng 7, đều ở phía tây Kyushu. Tuy nhiên, đối chiếu báo cáo sau chiến tranh không thể xác nhận được mục tiêu mà Lionfish đã báo cáo bắn chìm trong hai ngày đó. Trong những ngày tiếp theo, Lionfish làm nhiệm vụ tuần tra dọc vùng biển Nhật Bản để tìm kiếm giải cứu các phi công Đồng Minh bị bắn hạ khi đang làm nhiệm vụ ném bom Nhật Bản. Sau khi Nhật Bản đầu hàng vào ngày 15 tháng 8, Lionfish được lệnh rời khu vực tuần tra để quay trở về căn cứ. Con tàu cập bến Midway vào ngày 22 tháng 8 năm 1945, kết thúc chuyến tuần tra thứ hai và cuối cùng của Lionfish.

### Hậu chiến
Sau khi chiến tranh kết thúc, Lionfish khởi hành đến Xưởng Hải quân Mare Island vào ngày 11 tháng 9 năm 1945 để hoàn thành nốt giai đoạn đại tu cuối cùng trước khi ngừng hoạt động. Lionfish ngừng hoạt động vào ngày 16 tháng 1 năm 1946 và được đưa về vào Hạm đội Trừ Bị Thái Bình Dương ở Mare Island.
Lionfish được tái biên chế vào ngày 31 tháng 1 năm 1951, dưới quyền chỉ huy của Thiếu tá Arthur G. McIntyre, và bắt đầu tiến hành các đợt huấn luyện ở vùng biển phía Đông Hoa Kỳ. Ngày 21 tháng 4 năm 1951, con tàu cập bến Key West, Florida, và hoạt động tại đó với vai trò là tàu huấn luyện sonar tới tháng 6 năm 1951. Sau đó, nó được đưa về làm tàu huấn luyện ở New London tới ngày 25 tháng 9. Ngày 18 tháng 10 năm 1952, Lionfish tiến hành một chuyến hải trình ở Địa Trung Hải và đã viếng thăm Malta. Trong thời gian đó, Lionfish còn tham gia nhiều cuộc tập trận chung của NATO ở Izmir, Phaleron, Taranto, và Napolis. Con tàu quay về New London vào ngày 27 tháng 12, và sau đó di chuyển về Xưởng Hải quân Boston, nơi con tàu được xuất biên chế vào ngày 15 tháng 12 năm 1946. Năm 1960, con tàu được đưa vào hoạt động trở lại với vai trò là một tàu ngầm huấn luyện ở Providence, Rhode Island, nhưng không được tái biên chế một cách chính thức.

## Tàu bảo tàng
Ngày 20 tháng 12 năm 1971, Lionfish bị xóa tên khỏi Danh sách Đăng bạ Hải quân. Vào ngày 30 tháng 8 năm 1972, con tàu được đưa về làm tàu bảo tàng ở bang Massachusetts. Hiện nay, Lionfish đang neo đậu ở Battleship Cove, một khu bảo tàng hàng hải phi lợi nhuận nằm tại thành phố Fall River của Massachusetts.
Vì chưa bao giờ được nhận gói nâng cấp GUPPY như nhiều tàu ngầm lớp Balao khác, Lionfish là một trong số ít tàu ngầm của Hải quân Hoa Kỳ thời Chiến tranh Thế giới thứ hai được bảo tồn với cấu hình nguyên bản thời chiến. Năm 1986, con tàu được công nhận là một Di tích Lịch sử Quốc gia của Hoa Kỳ.

## Khen thưởng
Lionfish được tặng thưởng một Ngôi sao Chiến trận cho hai chuyến tuần tra của tàu ở Mặt trận Thái Bình Dương trong Chiến tranh Thế giới thứ hai.

### Sách tham khảo
- Bauer, K. Jack; Roberts, Stephen S. (1991). Register of Ships of the U.S. Navy, 1775–1990: Major Combatants. Westport, Connecticut: Greenwood Press. ISBN 0-313-26202-0.
- Blair, Clay,Jr. (1976). Silent Victory: The U.S. Submarine War against Japan. New York: Bantam. ISBN 9780553010503.{{Chú thích sách}}:  Quản lý CS1: nhiều tên: danh sách tác giả (liên kết); also Naval Institute Press, March 2001, ISBN 978-1-55750-217-9
- Friedman, Norman (1995). U.S. Submarines through 1945: An Illustrated Design History. Annapolis. ISBN 978-1-55750-263-6.